# Dix-neuf Secondes
Dix-neuf Secondes est un roman de Pierre Charras publié en 2003 par l'éditeur Mercure de France.

## Prix et distinctions
- Prix du roman Fnac 2003[1]